# Gummit

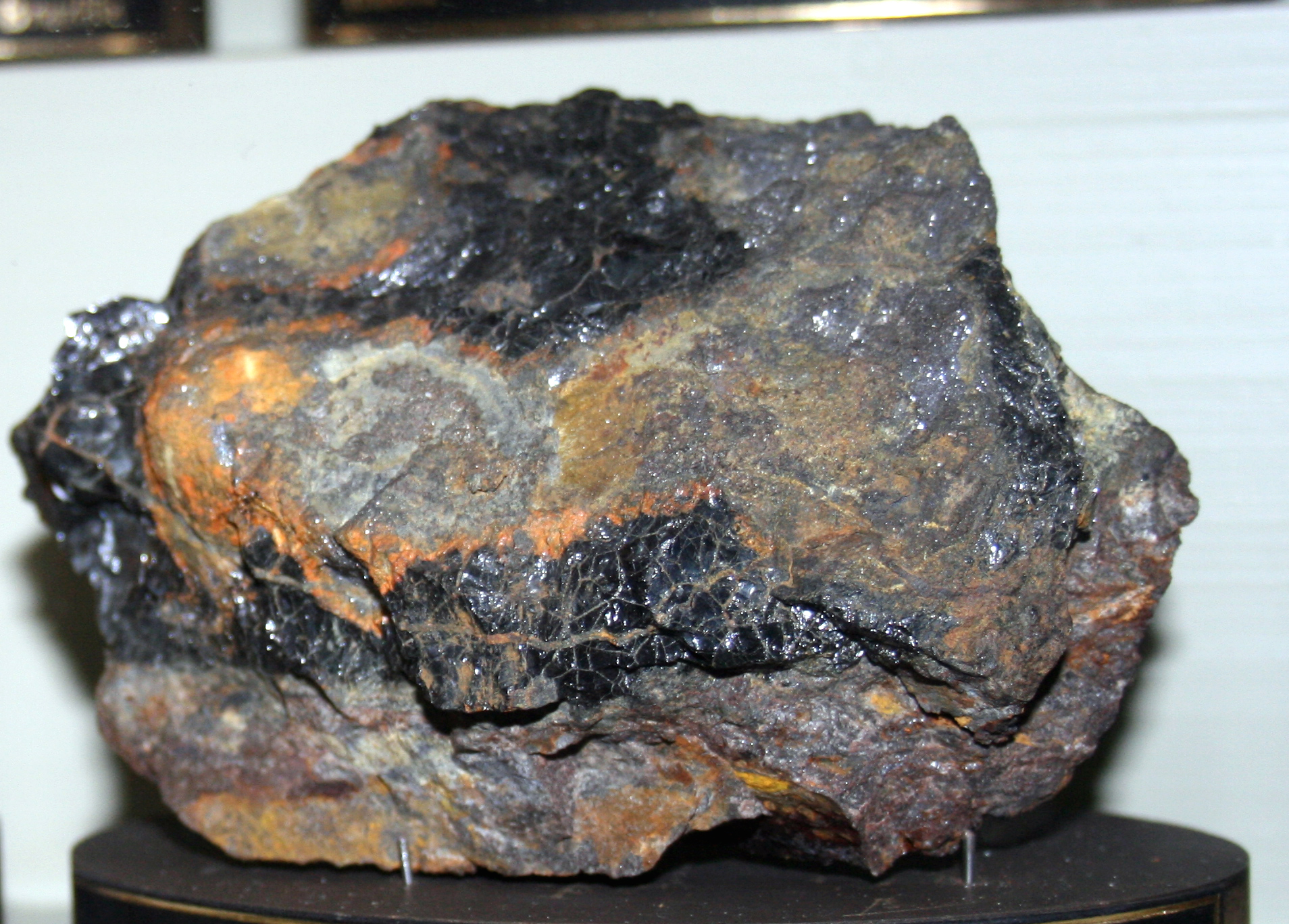
Gummit

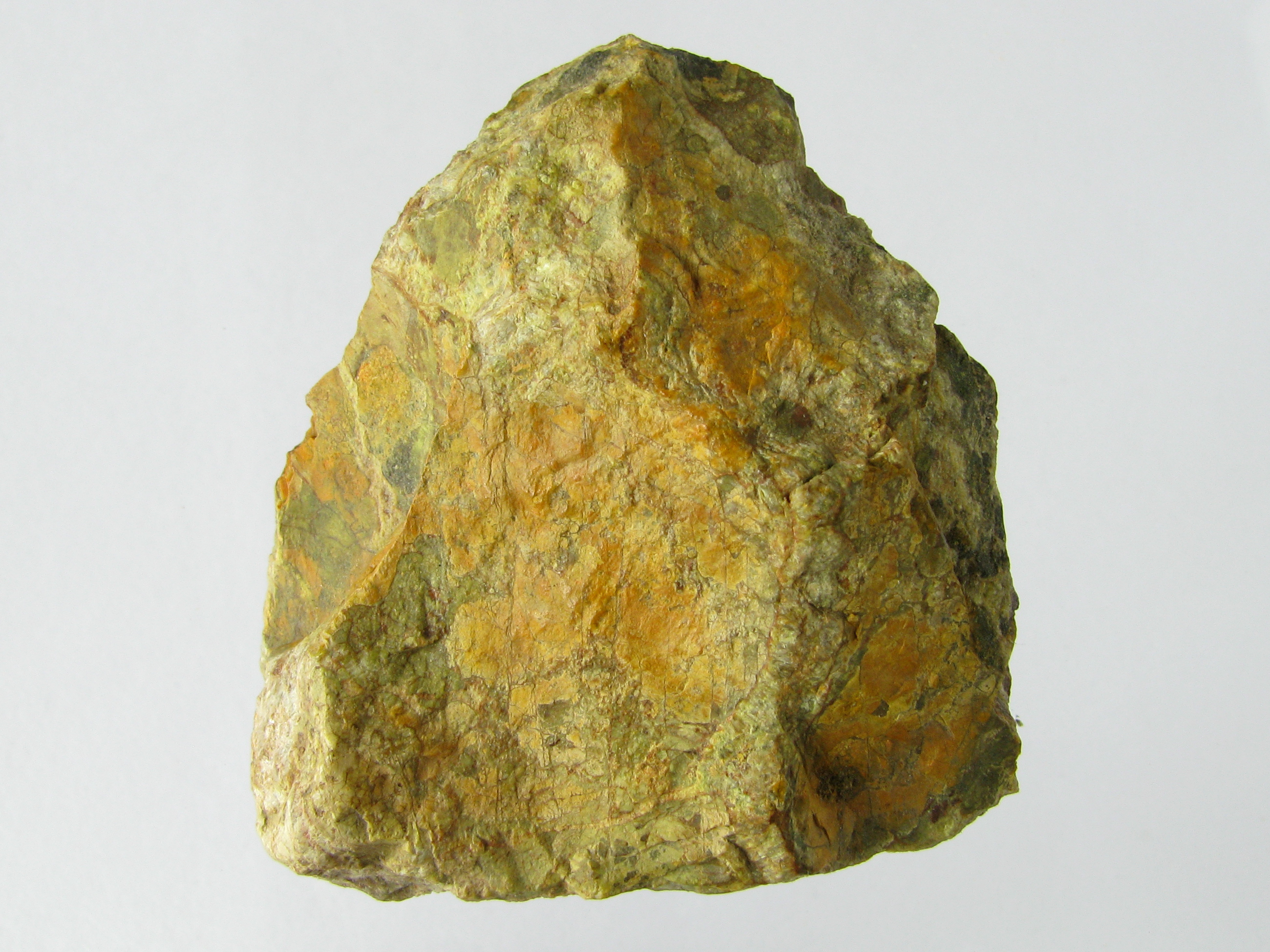
Gummit

Gummit – rodzaj minerału zbudowanego z mieszaniny wodorotlenków uranu. 
Należy do grupy minerałów rzadkich – występuje tylko w niektórych rejonach Ziemi. 

## Właściwości
- Wzór chemiczny: mieszanina wodorotlenków uranylu
- Układ krystalograficzny: *
- Twardość: 2,5 – 5,0
- Gęstość: 3,9 – 6,4
- Rysa: żółta, brunatna, zielona
- Barwa: żółta, czerwona, pomarańczowa, brązowa, czarna
- Przełam: nierówny lub muszlowy
- Połysk: matowy, woskowy, tłusty
- Łupliwość: brak

Wyglądem przypomina gumę. Występuje w skupieniach zbitych, nerkowatych, ziemistych i naskorupieniach. Tworzy pseudomorfozy. Skład chemiczny często jest zmienny. Rozmaitość składu chemicznego spowodowała wyróżnienie jego odmian (eliasyt, gummit itrowy, pittinit, coracyt, genthyt). Minerał kruchy. 

## Występowanie
Jest produktem utlenienia i hydratyzacji uraninitu i innych minerałów uranu. Często zawiera domieszki ołowiu, toru, czasami: magnezu, baru, krzemu, itru. 
Miejsca występowania: USA – Karolina Północna, Kongo, Kanada – okolice Wielkiego Jeziora Niedźwiedziego, Niemcy – Bawaria, Francja, Włochy. 
W Polsce można go spotkać w okolicy Kowar i Ogorzelca, Kletna koło Kłodzka, w Górach Izerskich i Rudawach Janowickich. 

## Zastosowanie
- źródło pozyskiwania uranu,
- interesuje naukowców
- minerał kolekcjonerski